# Sưng nướu tự phát
Bệnh sưng nướu gây ra bởi bệnh thiếu thành phần đông máu Thrombocytopenic và Thrombocytopathic Purpura: [Platelet] tác chất gây đông máu, đóng một vai trò quan trọng trong sự chảy máu bởi kích động hệ thống đông máu nội biên bị giảm xuống có thể do sự giảm sản xuất trong tủy xương, do sự tăng cường phá hoại của máu ở vùng ngoại biên, do những nguyên nhân không biết được hay do sự tăng sự cô lập của spleen.
Thường liên hệ đến triệu chứng có tính di truyền hay tình trạng bên ngoài như bệnh gan, bệnh tiểu ra máu hay chất đạm, việc dùng thuốc có tác động chế ngự việc sản xuất của tủy xương. Dấu hiệu như chảy máu mũi chảy máu ít hay nhiều, đái ra máu, chảy máu trong bộ phận tiêu hóa. Nướu hay đột xuất ứa ra máu và có cảm giác buồn nôn do nuốt một phần máu. Chữa trị: truyền tác tố đông máu.